# Sogni di robot
Sogni di robot (Robot Dreams) è un'antologia di racconti di fantascienza del 1986 dello scrittore statunitense Isaac Asimov. Contiene racconti già presenti in altre sue antologie (come Io, Robot, Tutti i miei robot) e il racconto omonimo inedito, che dà il nome alla raccolta. L'opera è illustrata da Ralph McQuarry, che ha curato anche la copertina, reinterpretando il quadro Avvampante giugno di Frederic Lord Leighton. 

## Elenco dei racconti
- Il piccolo robot perduto (Little Lost Robot, 1947)
- Sogni di robot (Robot Dreams, 1986)
- Coltura microbica (Breeds There a Man...?, 1951)
- L'ospite (Hostess, 1951)
- Sally (Sally, 1953)
- Crumiro (Strikebreaker, 1956)
- La macchina che vinse la guerra (The Machine That Won the War, 1961)
- Occhi non soltanto per vedere (Eyes Do More Than See, 1965)
- Le acque di Saturno (The Martian Way, 1952)
- Diritto di voto (Franchise, 1955)
- Barzellettiere (Jokester, 1956)
- L'ultima domanda (The Last Question, 1956)
- Che cosa importa a un'ape (Does a Bee Care?, 1957)
- Luciscultura (Light Verse, 1973)
- Nove volte sette (The Feeling of Power, 1957)
- S come Zebatinsky (Spell My Name with an "S" o S as in Zebatinsky, 1958)
- L'ultimo nato (The Ugly Little Boy, 1958)
- La palla da biliardo (The Billiard Ball, 1967)
- Vero amore (True Love, 1977)
- L'ultima risposta (The Last Answer, 1979)
- Una questione di memoria (Lest We Remember, 1982)

## Edizioni
- Isaac Asimov, Robot Dreams, 1986.
- Isaac Asimov, Sogni di robot, traduzione di Mauro Gaffo, collana Visual Books n.1, 1990,  p. 408, ISBN 88-356-0016-2.
- Isaac Asimov, Sogni di robot, traduzione di Mauro Gaffo, collana Narrativa Net n° 84, Nuove Edizioni Tascabili, 2003,  p. 406, ISBN 88-515-2092-5.